# Pilot
Pilot — шотландський поп-рок гурт, утворений 1973 року в Единбурзі.
До першого складу гурту ввійшли: Дейвід Пейтон (David Paton), 29.10.1951, Единбург, Шотландія — бас, вокал; екс-Bay City Rollers Біллі Лайелл (Billy Lyall), 26.03.1953, Единбург, Шотландія — 1989, клавішні, вокал та Стюарт Тош (Stuart Tosh), 26.09.1951, Абердин, Шотландія — ударні, вокал.
Після запису у Лондоні кількох демо-плівок, учасникам Pilot вдалося укласти угоду з фірмою «ЕМІ Records». Восени 1974 року до складу гурту було прийнято сесійного гітариста Йена Бейрнсона (Ian Bairnson), 3.08.1953, Шетланди, Шотландія. Як і їх співвітчизники, гурт Bay City Rollers, Pilot запропонували легкий, непретензійний репертуар, адресований наймолодшим слухачам. Після того як у британському Тор 20 побувала їх пісня «Magic», 1975 року Pilot потрапили на вершину чарту з «January» — простим, але досконало опрацьованим поп-твором. На топ-аркушах також гостювали ще два твори гурту — «Call Me Round» та «Just A Smile», проте легкий і безтурботний стиль Pilot потроху почав бліднути і втрачати популярність.
1975 року гурт залишив Лайелл, а наступного до 10cc вирішив приєднатися Тош. Бейрнсон та Пейтон вирішили присвятити себе кар'єрі студійних музикантів, співпрацюючи з Аланом Парсонсом, Кейт Буш та Крісом Де Бургом. У 1990-х роках Пейтон виступав в акомпануючому гурті Фіша. Біллі Лайлл, залишивши Pilot, записав сольний альбом, а згодом приєднався до формації Dollar. 1989 року він помер від інфекції, з якою не зміг боротися організм, послаблений СНІДом.

## Дискографія
- 1974: Pilot (From the Album of the Same Name)
- 1975: Second Flight
- 1976: Morin Height
- 1977: Two's A Crowd
- 1980: The Best Of Pilot
- 1991: The Best Of Pilot
- 2002: Blue Yonder

### Біллі Лайелл
- 1976: Solo Casting